# Lissandro
Lissandro Formica, plus connu sous le mononyme de Lissandro, est un chanteur et acteur de doublage français né le 2 octobre 2009 dans le département de la Moselle.
En 2020, il participe à la septième saison du télé-crochet The Voice Kids où il atteint la finale. Le 11 décembre 2022, il représente la France au Concours Eurovision de la chanson junior 2022 à Erevan, concours qu'il remporte offrant à la France sa deuxième victoire.

## Jeunesse et débuts
Lissandro naît le 2 octobre 2009 dans le département de la Moselle,. Il grandit à Théding,. À l'âge de cinq ans, son père lui fait découvrir la musique d'Elvis Presley, ce qui fait naître une passion pour la musique chez le jeune garçon,, à tel point que son père le surnommera « Elvissandro » pendant son enfance.

## Carrière

### 2020: The Voice Kids
Remarqué par sa professeure de chant, Marina D'Amico, il s'inscrit à la septième saison de The Voice Kids.
Lors des auditions à l'aveugle, il interprète la chanson Too Much de son idole, Elvis Presley, et fait se retourner les quatre coachs,. Il choisit d'intégrer l'équipe de Jenifer. Lors des battles, il est opposé à Jeremy et Ferdinand et ils interprètent la chanson Les Play-Boys de Jacques Dutronc,.Il remporte la battle. Lors de la demi-finale, il interprète One Way or Another de Blondie,et se qualifie pour la finale. Lors de la finale, il interprète Blame It on the Boogie des Jackson Five,mais est éliminé à l'issue de la première étape, ne faisant pas partie des quatre derniers candidats.

### 2022: Eurovision Junior
Le 28 octobre 2022, France Télévisions annonce avoir sélectionné en interne Lissandro, 13 ans, pour représenter la France lors de la vingtième édition du Concours Eurovision de la chanson junior à Erevan en Arménie,,.  Sa chanson, intitulée Oh Maman !, sort le même jour en single et le clip est révélé le 6 novembre 2022.
Lors de l'Eurovision junior 2022 qui a lieu le 11 décembre 2022, il interprète sa chanson en sixième position dans l'ordre de passage, entre la candidate italienne Chanel Dilecta et la candidate albanaise Kejtlin Gjata. À l'issue du vote des jurys, il termine en tête avec 132 points,. Il termine ensuite troisième du vote du public avec 71 points, ce qui le porte à 203 points et fait de lui le vainqueur de cette édition, deux ans après la victoire de Valentina avec sa chanson J'imagine,. 

### Autres activités
Lissandro est également acteur de doublage, et prête sa voix au personnage de Rémi dans la série d'animation Disco Dragon, diffusée sur Okoo.

### Style musical et influences
Lissandro sait chanter dans cinq langues différentes. Ses influences vont d'Elvis Presley à Bruno Mars,.

## Discographie

### Singles
- 2022 − Oh Maman !
- 2023 − Feeling Good (cover de Nina Simone)

## Émissions télévisées
- 2020 : The Voice Kids (saison 7) — finaliste.
- 2022 : Concours Eurovision de la chanson junior − gagnant.
- 2023 : Tout le monde veut prendre sa place - spécial Eurovision Junior - participant
- 2024:  Concours Eurovision de la chanson junior -  Porte-parole